# Guillem II Talleyrand
Guillem II Talerand (francès Talleyrand, Willelmus Talerandus + el 6 d'agost del 962) fou comte de Périgord i Angulema. Era fill del comte Bernat de Périgueux i la seva primera esposa Berta.
Governava conjuntament amb el seu germà (probablement el gran) Arnald I Voratio, havent succeït al seu pare al Périgord. Després del 945, en data incerta, junt amb el seu germà Arnald, i el suport d'almenys altres dos germans, va prendre el poder al comtat d'Angulema, on el fill o fills bastards de Guillem I Tallaferro (mort el 945) no foren reconeguts i el poder fou agafat pels germans.
Segons els Annales Engolismenses que registren la seva mort, aquesta es va produir el 6 d'agost del 962, probablement amb poca diferència amb Arnald I Voratio que hauria mort poc abans.
No se li coneixen fills i el poder va passar al seu germanastre Ranulf Bompar (Rannulfus Bomparius).